# 陳昌杰
陳昌杰（1959年1月4日—），中國前男子羽球運動員。
陳昌杰在1981年中國加入國際羽球聯合會（現為世界羽球聯合會）之後，在短時間內成為世界領先的單打選手之一。在1981年世界運動會羽球比賽裡，他在半決賽和決賽先後擊敗普拉卡什·帕都恭和莫滕·弗羅斯特。
陳昌杰曾代表中國參加1982年湯姆斯盃，在對陣丹麥與印尼的最後兩場比賽裡，他上場四次，贏得其中三次，協助球隊贏得冠軍。 1983年，他與印尼選手羅天寧進行了艱苦的決鬥，贏得了亞洲羽球錦標賽冠軍。1984年，陳昌杰與中國女子隊的傑出球員張愛玲結婚，並且退出國際比賽。